# Sambirano
Sambirano – rzeka w północnej części Madagaskaru, w prowincji Antsiranana. Uchodzi do Oceanu Indyjskiego. Przepływa przez miasto Ambanja.